# Portal de Mar
El Portal de Mar era una de las puertas monumentales que daban acceso a la ciudad de Barcelona a través de las murallas que la circundaban. Hasta el siglo XVI, las murallas de la ciudad, de origen romano y ampliadas durante la Edad Media, solo cubrían la parte interna de la ciudad, mientras que la línea costera estaba abierta a la playa. Por iniciativa de Carlos I, se construyó entre 1553 y 1563 una Muralla de Mar, que incluía el portal que daba acceso a la zona de La Barceloneta, a la altura del Pla de Palau.

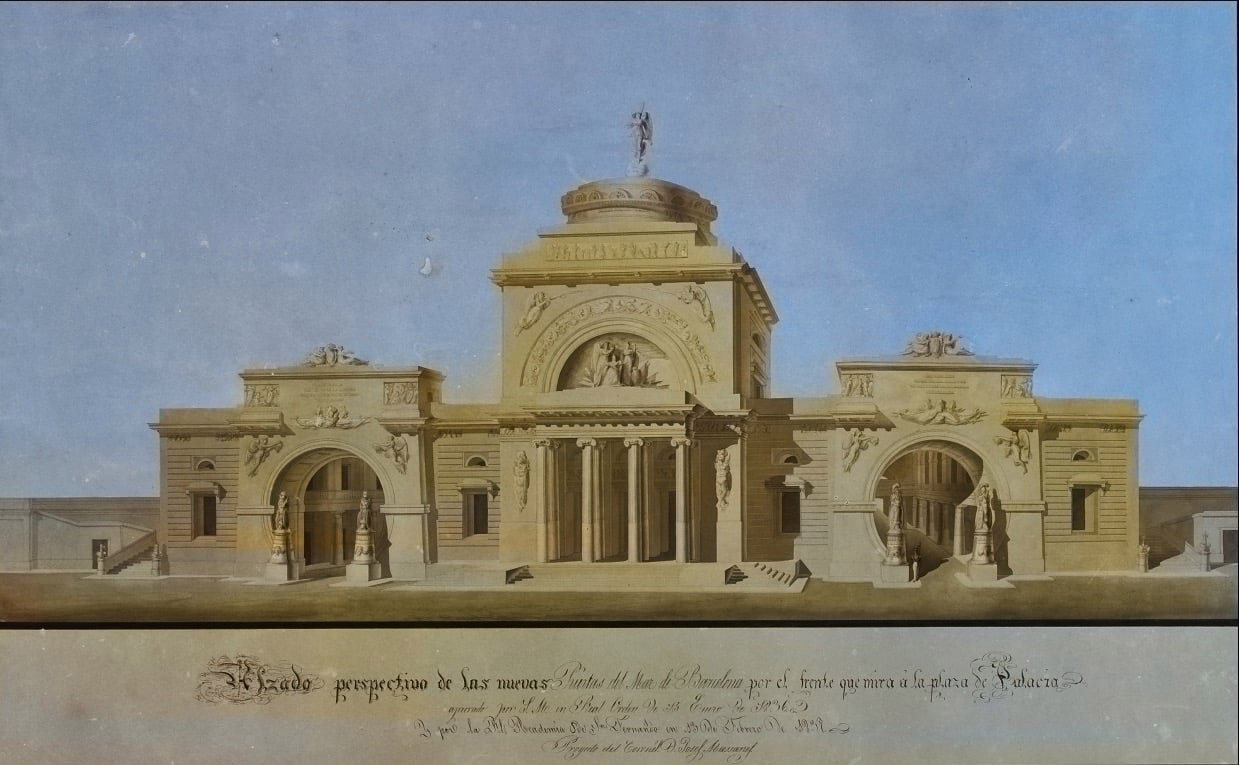
Proyecto del monumento

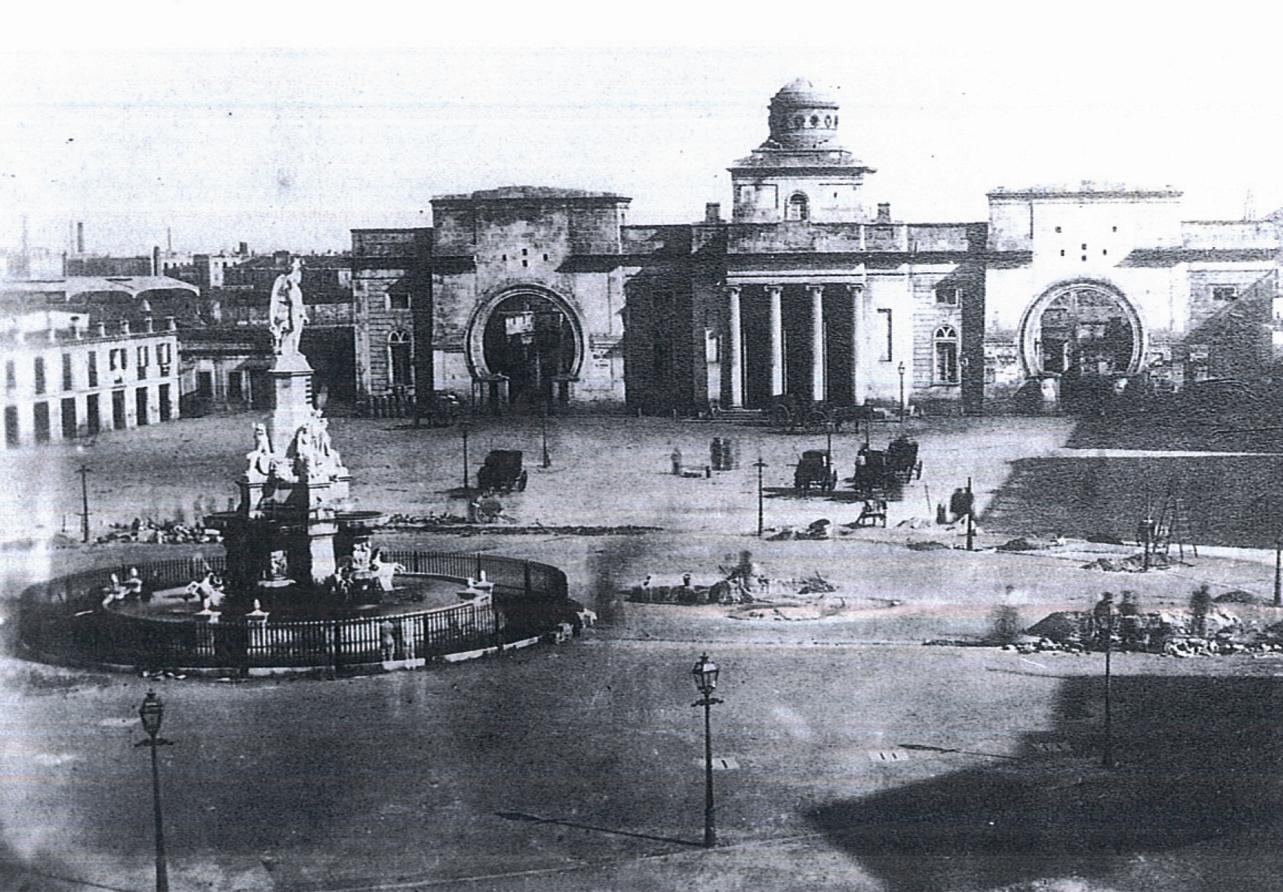
Portal de Mar hacia 1858, con la fuente del Genio Catalán

El portal renacentista fue derribado en 1833 con motivo de la reforma del Pla de Palau y, entre 1844 y 1848, se construyó uno nuevo, un monumental pórtico de estilo ecléctico, obra de Josep Massanès, que mezclaba elementos clásicos, góticos y orientales, y estaba formado por una puerta con cuatro columnas jónicas, frontón escalonado y cúpula, mientras que en los laterales se situaban unos monumentales arcos de herradura ultrapasados apoyados sobre dobles columnas. Fue derribado en 1859, en ocasión del derribo de todas las murallas de la ciudad y, en su lugar, se edificó en 1928 la Escuela de Náutica, obra de Joaquim Vilaseca y Adolfo Florensa.